# Saint-Théodorit
Saint-Théodorit település Franciaországban, Gard megyében. Lakosainak száma 550 fő (2022. január 1.). Saint-Théodorit Aigremont, Cannes-et-Clairan, Moulézan, Puechredon és Savignargues községekkel határos.

## Népesség
A település népessége az elmúlt években az alábbi módon változott:
| Lakosok száma | 186  | 216  | 231  | 375  | 500  | 520  | 532  | 538  | 541  | 550  |
|               | 1968 | 1982 | 1990 | 2006 | 2013 | 2015 | 2017 | 2019 | 2020 | 2022 |